# Fundació Catalana
Fundació Catalana és una institució creada a Barcelona el 17 de gener de 1979 pels cinc bancs que constituïen el grup Banca Catalana -Banc Industrial de Catalunya, Banca Catalana, Banc de Barcelona, Banc Mercantil de Manresa i Banc de Girona-, per canalitzar, a través d'ella, els ajuts econòmics per a activitats socials i culturals. La fundació va comptar amb un capital inicial de 25 milions de pessetes. Tenia com a finalitat promoure i dotar, amb caràcter subsidiari, institucions i activitats en les àrees assistencial, cultural i científica catalanes.
El primer president d'aquesta fundació va ser Antoni Forrellad i Solà, empresari molt proper a Jordi Pujol, que va morir el desembre de 1983. A més de Forrellad, integraven el patronat de la fundació Jaume Carner i Suñol, Andreu Ribera Rovira, Salvador Casanovas i Martí, Joan Casablancas i Bertran, Francesc Cabana Vancells, Raimon Carrasco i Azemar, Joan Martí i Mercadal i Josep Lluís Vilaseca. Tots ells, excepte Forrellad, van ser inclosos en la querella del ministeri fiscal per la seva gestió a Banca Catalana. El desembre de 1983, Francesc Cabana, cunyat de Pujol i exsecretari general de Banca Catalana, va substituir Forrellad a la presidència del patronat. El maig del 1982 aquesta Fundació fou utilitzada per Jordi Pujol a l'hora de traspassar les accions que tenia a l'entitat financera Banca Catalana.
La seva activitat s'ha concentrat en l'edició de diverses publicacions, en la concessió de beques per a estudis i treballs i en la creació de noves fundacions: Fundació Enciclopèdia Catalana, Fundació Agrícola Catalana, Fundació Museu d'Història de la Medicina de Catalunya i Fundació Catalana per a l'Estudi de les Malalties del Fetge.